# Urša
Urša je žensko osebno ime.

## Izvor imena
Ime Urša izvira iz imena Uršula, ki je poslovenjena oblika latinskega imena Ursula, le to pa iz besede ursa v  pomenu besede medvedka.

## Pogostost imena
Po podatkih Statističnega urada Republike Slovenije je bilo na dan 31. decembra 2007 v Sloveniji 1.543 oseb z imenom Urša, ki je po pogostosti uporabe zavzemalo 145 mesto

## Znane osebe
- Urša Lah, slovenska zborovodkinja